# 戈特亨湖
53°56′24″N 14°6′58″E / 53.94000°N 14.11611°E
戈特亨湖（德語：Gothensee），是德國的湖泊，位於該國東北部，由梅克倫堡-前波美拉尼亞州負責管轄，距離首都柏林160公里，面積5.6平方公里，平均水深1.3米，最大水深2.2米。